# Brotherhood (álbum de B'z)
Brotherhood é o décimo álbum da banda japonesa de hard rock B'z, lançado em 14 de julho de 1999 pela BMG Japan. Vendeu 1.391.850  cópias no total, chegando à 1ª colocação da Oricon.

## Faixas
Todas as letras escritas por Koshi Inaba, todas as músicas compostas por Tak Matsumoto.
| N.º            | Título                                                    | Duração |  |
| 1.             | "F・E・A・R"                                              | 3:45    |  |
| 2.             | "Giri Giri Chop (Version 51)" (ギリギリchop (Version 51)) | 3:59    |  |
| 3.             | "Brotherhood"                                             | 5:46    |  |
| 4.             | "Nagai Ai" (ながい愛)                                     | 5:37    |  |
| 5.             | "Yume no Youna Hibi" (夢のような日々)                     | 4:53    |  |
| 6.             | "Gin no Tsubasa de Tobe" (銀の翼で翔べ)                   | 3:55    |  |
| 7.             | "Sono Te de Furete Goran" (その手で触れてごらん)          | 3:23    |  |
| 8.             | "Nagare Yuku Hibi" (流れゆく日々)                         | 4:54    |  |
| 9.             | "Skin"                                                    | 3:44    |  |
| 10.            | "Ikasete Okure!" (カせておくれ！)                         | 3:23    |  |
| 11.            | "Shine"                                                   | 3:49    |  |
| Duração total: | Duração total:                                            | 47:11   |  |

## Músicos
- Tak Matsumoto (guitarra)
- Koshi Inaba (vocais, gaita)

### Membros adicionais
- Akira Onozuka (órgão) - Faixas 5, 8, 11
- Billy Sheehan (baixo) - Faixas 2, 3, 8, 10, 11
- Daisuke Ikeda (arranjos de cordas e e metais) - Faixas 4, 6, 9
- Hironori Sawano (trompete) - Faixa 6
- Kaichi Kurose (bateria) - Faixas 1, 3, 4, 5, 6, 7, 8, 9, 10, 11
- Katsunori "hakkai" Hatakeyama (técnico de guitarra)
- Kazuki Katsuta (saxofone) - Faixa 6
- Pat Torpey (bateria) - Faixa 2
- Satoru Suzuki (manipulador)
- Shinozaki Strings (cordas) - Faixas 4, 9
- Shiro Sasaki (trompete) - Faixa 6
- Showtaro Mitsuzono (baixo) - Faixas 1, 4, 5, 6, 7, 9